# 飛行計画情報処理システム
飛行計画情報処理システム（ひこうけいかくじょうほうしょりシステム、FDP：Flight plan Data Processing system）は、日本での航空路管制における管制支援システムのひとつであり、全国の航空交通管制部に配置されていた。2007年（平成19年）に後継の飛行計画情報管理システム (FDMS) に置き換えられた。